# Коромфе (язык)
Коромфе (также курумфе) — один из языков группы гур, относящейся к саваннской семье нигеро-конголезской языковой макросемьи. Распространён на севере Буркина-Фасо, вблизи города Джибо, а также в некоторых прилегающих районах Мали. Количество носителей на 2001 год составляет около 198 000 человек, из них 196 000 человек — в Буркина-Фасо и 2000 — в Мали. Выделяют 2 основных диалекта — западный (лором) и восточный.
Алфавит: a, ǝ, b, d, e, ɛ, f, g, h, i, ɩ, k, l, m, n, ny, ŋ, o, ɔ, p, r, s, t, u, ʋ, v, w, y, z.